# Per-Olof Brundell
Per-Olof Brundell, född 22 april 1929 i Karlskoga församling, Örebro län, död 1 januari 1999 i Östra Torns församling, Lund, Skåne län, var en svensk ingenjör.
Brundell, som var son till folkskollärare Erik Brundell och Märta Gabrielsson, utexaminerades från Kungliga Tekniska högskolan 1951, blev teknologie licentiat 1958 samt teknologie doktor och docent vid Kungliga Tekniska högskolan 1960. Han var assistent vid Kungliga Tekniska högskolan 1953–1958, vikarierande laborator 1958–1961, ordinarie 1961–1963 och professor i teoretisk elektroteknik vid Lunds tekniska högskola från 1963. Han författade skrifter i bland annat antennteori. Brundell är begravd på Norra kyrkogården i Lund.